# 壹週刊 (台灣)

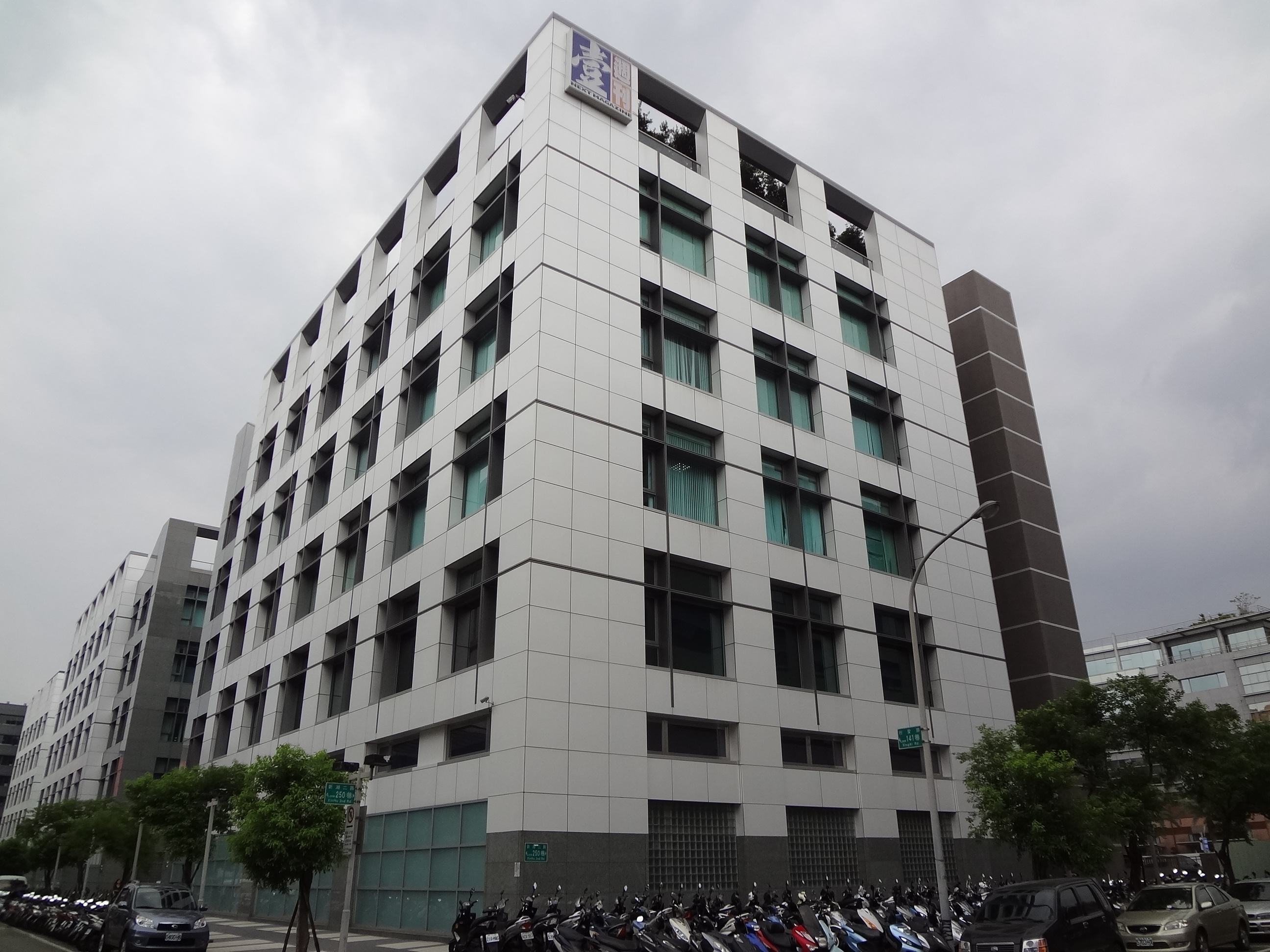
台灣《壹週刊》總部

《壹週刊》（英語：Next Magazine）是香港傳媒機構壹傳媒於臺灣推出的綜合性正體中文雜誌，2001年創刊，2018年停止發刊、轉為網路媒體，2020年2月29日一度結束營運，2022年1月26日以17人團隊重新營運。
根據AGB尼爾森台灣的數據，於2006年度，《壹週刊》12－65歲的讀者約有1,413,000人，差不多佔台灣五大週刊讀者總數的一半。
《壹週刊》在封面上註明星期四出刊，但超商和書店於星期三即開始出售；若遇到如重大社會事件等特殊狀況則機動性提前至星期二出刊。

## 風格及引發的爭議
2001年5月31日，台灣《壹週刊》創刊，創刊號分為兩冊、合售新台幣75元，以中華民國總統陳水扁之女陳幸妤及準女婿趙建銘的私生活為報導焦點，創下單期銷售量27萬份的歷史紀錄。《壹週刊》的進駐，對台灣社會造成負面影響。持正面態度的人認為，台灣《壹週刊》有助於新聞自由與揭發社會黑暗面，只要能捍衛公共利益，偶有侵犯私隱也可以接受。不過，卻有不少人士不認同台灣《壹週刊》專事報導私密新聞的路線，甚至直指該週刊報導誇大聳動、傷風敗俗、每每揭人隱私、有違媒體之社會責任。
台灣《壹週刊》曾多次被香港淫褻物品審裁處裁定不雅，故在香港販售前，香港發行商需要預先套上不透明封套，始能販售。
2001年6月7日，台灣《壹週刊》第2期報導，男藝人康康的前女友小康爆料康康的性癖好。但在2001年6月4日晚上，康康知道他被台灣《壹週刊》狗仔隊盯上，他隨臺灣電視公司綜藝節目《歡樂艦隊》攝影隊直闖台灣《壹週刊》總部拍攝，在樓下遇到一名攔阻拍攝的女子，「我們在拍時，她罵管理員未盡職責、沒有趕走我們；我聽她口音是香港（口音），我就問她『這位香港朋友，妳是不是不瞭解台灣文化』，我還問她是不是《壹週刊》（員工）；她起先說不是，但後來自己拿出名片；我說，『妳在《壹週刊》很丟臉嗎，為什麼不承認』；她一直笑，說沒有不承認，但不是香港人，是從國外回來的」；由於台灣《壹週刊》創刊號報導男藝人黃子佼與女藝人曾寶儀「連續三晚共度春宵」，康康說，演藝圈內大家早就知道黃子佼與曾寶儀的緋聞，只是台灣媒體不要傷害他們而已，「狗仔隊又沒拍到他們行房，憑什麼寫他們『共度春宵』？他們就是這樣啊」。2001年6月7日，男藝人吳宗憲說，現在台灣《壹週刊》每賣一本就虧損新台幣5元，「我會讓他們虧損連連，希望大家不要買，我還準備結合兩、三家雜誌或自己的頻道（ET Jacky）來反制」；他說，他準備到學校找狗仔隊的小孩，問他們「爸爸是狗仔隊」的感受。
2001年6月28日，吳宗憲與女藝人鍾真共同召開記者會，指稱當時新一期台灣《壹週刊》所報導的有關他與鍾真的緋聞是他自己設計的，並播放設局影片為證，《歡樂艦隊》攝影隊拍攝這個假緋聞的錄影帶寄給台灣《壹週刊》，「我想跟《壹週刊》的朋友講：你們很精明，你們也很幹練，但是你們上當了」；吳宗憲同時批評《壹週刊》攪亂台灣社會文化，並要求《壹週刊》「滾出台灣」。2014年9月8日，前台灣《壹週刊》執行副總編輯黎慕慈說，該篇報導出刊後，吳宗憲擺出一副「你（台灣《壹週刊》）死定了」的樣子開記者會宣佈，那是他製造的假新聞，目的是揭發狗仔新聞不可靠、不可信；「只是吳宗憲也太低估了媒體工作者的智商：報導一開始，週刊就說明圖片來源為外來匿名的錄影帶，文字闡述也沒有加油添醋；因此，『狗仔造假』指控非但沒成功，反而加深了『藝人瞎掰』的印象」。
2001年8月9日，《壹週刊》第11期以「露天搖頭派對」為封面主題，報導小S、范曉萱、阿雅、陳純甄等人參加在陽明山高級別墅舉行的露天搖頭性愛派對，疑似嗑藥。四人以妨害名譽罪向《壹週刊》提出刑事告訴及民事求償；民事部份最後和解，和解金逾千萬元。
2001年8月22日，台灣《壹週刊》位於台北市敦化南路二段的總部遭4名歹徒侵入，其中2人持球棒砸毀10樓大門玻璃及內部電腦，無員工受傷。2001年9月3日凌晨，設籍高雄縣岡山鎮的嫌犯張志成被捕，承認受嘉義市議員侯金良的前司機何志文教唆砸毀台灣《壹週刊》總部，但強調與侯金良完全無關；同日晚間，何志文赴臺北市政府警察局刑事警察大隊特勤中隊投案，承認不滿2001年8月16日台灣《壹週刊》第12期報導侯金良之弟侯祈旭的內容，率眾砸毀台灣《壹週刊》總部，完全是自己想替侯祈旭出氣。
2002年3月21日，台灣《壹週刊》第43期的〈封面故事〉刊登記者謝忠良撰文，引用中華民國國家安全局機密公文，指稱中華民國前總統李登輝任內非法挪用國安局經費新台幣35億元設立秘密帳戶。本期出刊前的2002年3月20日，臺灣高等法院檢察署前往台灣《壹週刊》總部大肆搜索，台灣《壹週刊》總編輯裴偉批評此舉是國安局以《中華民國刑法》「外患罪」具狀向高檢署提出的請求、是「荒謬行為」；裴偉說，這些證明李登輝非法挪用新台幣35億元的證據，國安局明知非法，簽呈上也明確寫出，但李登輝還是同意簽下來；裴偉說，監察院早已著手調查該文內容，該文內容屬於違法事實，而台灣《壹週刊》在調查採訪過程中發現國安局未把這批資料給監察院，證明國安局企圖掩蓋事實。國安局還指揮法務部調查局從2002年5月3日起監聽謝忠良與台灣《壹週刊》同組記者朱明，監聽時間超過兩年五個月，但朱明沒參與寫稿；檢方甚至在結束監聽四年多後的2009年1月12日，才告知謝朱二人曾被監聽；2009年2月18日，謝朱二人控告國安局與調查局，請求賠償新台幣一百四十八萬兩千元，時任台灣《壹週刊》顧問的謝忠良說「我不是恐怖分子，卻被長期非法浮濫監聽，對個人隱私是莫大侵害」。
2002年10月6日，台灣《壹週刊》位於台北市內湖區行愛路的總部被砸毀。2002年10月22日，警方逮捕涉案的天道盟太陽會份子14人，內政部警政署刑事警察局與台北市政府警察局初步調查發現，應是天道盟太陽會不滿台灣《壹週刊》報導內容，出動12輛汽車、4輛機車、約50人搗砸該刊總部：該刊報導天道盟新太陽會、舊太陽會搶地盤風波，引起舊太陽會不滿；屬於舊太陽會的桃園龍潭組、台北萬華組、基隆仁愛組分別接獲越洋電話指示於本月6日在該刊總部附近集合，20餘名男子一起穿上「太陽集團」黑色制服，持木棍與鐵棒砸毀該刊總部。2002年12月2日，台北市政府警察局宣告破案，逮捕天道盟太陽會樹林分會會長陳詩寶到案。
2003年台灣SARS事件期間，台灣《壹週刊》大幅度報導台北市立和平醫院之錯誤封院政策，其派駐記者於和平醫院的手段遭批評置記者安危於不顧，但也讓台灣讀者知道第一手消息及封院政策的可怕（錯誤封院政策置醫護及病患安危於不顧），對制止不當封院政策有很大的貢獻；另外也指出兩個事實：時任和平醫院院長吳康文對此院內感染有一定的責任，而他曾因為操守不佳被前台北市長陳水扁拔除、而後被陳水扁的繼任者馬英九重用；馬市府操控「抗疫英雄」，但她實際上是和平醫院不當管理的受害者。
2003年12月3日，台灣《壹週刊》報導，自1993年以來，台灣團結聯盟立法委員廖本煙在中國大陸投資超過新台幣3億元，廖本煙及其家族總共在台灣借貸逾新台幣2億元，是廖本煙平日在立法院大罵的「債留台灣」行為：1990年廖本煙代表民主進步黨參選臺北縣樹林鎮鎮長失利後，以台商身分到中國大陸考察；1993年，廖本煙主導設立的香港「冠上有限公司」向江蘇省人民政府申請，獲准在昆山市設立「昆山冠鈞鋼樑有限公司」及「昆山冠威鋼樑建築有限公司」，總資本額達新台幣兩億多元；與廖本煙有債務糾紛的民主進步黨立法委員張清芳指出，1994年廖本煙當選樹林鎮鎮長後，數度未請假即前往中國大陸「查帳」，後來因害怕政敵攻擊而換其妻吳春麗去查帳。廖本煙怒批該文是政敵「選舉抹黑」：「（我）投資大陸，都是任公職以前的事，且都是合夥人范雲華在處理。」「這件事從我選立委開始就有政敵在炒，《今周刊》、《時報周刊》都寫過，至少炒4次了，實在無聊。所有投資，我完全不知情。誰再亂寫，我一定提出告訴。」
2003年12月11日，台灣《壹週刊》第133期報導，2000年10月佛光人文社會學院校長龔鵬程帶諾貝爾文學獎得主高行健與十餘名教職員去宜蘭縣礁溪鄉富野酒店喝花酒，2001年2月龔鵬程再次帶高行健喝花酒。2003年12月15日，高行健從法國傳真聲明稿給龔鵬程與該校教授馬森，批評該文報導不實，請馬森代他要求台灣《壹週刊》公開更正並回函道歉，否則提告；龔鵬程則說，沒有一起喝花酒之事。台灣《壹週刊》總編輯裴偉表示，該文內容皆是採訪「佛光山能參與事情的人」而得，採訪過程皆有錄音、記錄，也向龔鵬程求證，並寫入龔鵬程否認的話，已平衡報導；該刊將再做進一步求證，如有錯誤，將予更正。2003年12月18日，台灣《壹週刊》在台灣《蘋果日報》刊載四分之一篇幅的道歉聲明向高行健道歉；同日，高行健批評，該篇道歉聲明毫無誠意，該刊必須發表有誠意的道歉聲明向該文涉及的所有受害當事人公開、鄭重道歉，並向讀者保證將杜絕造謠、不實的報導，否則他將提告；裴偉回應，該刊會在下期刊登道歉聲明，但絕對不會對龔鵬程道歉，因為關於龔鵬程的部分有全部的證據。台灣《壹週刊》第135期刊登道歉聲明，向高行健道歉。
2004年1月1日，台灣《壹週刊》第136期報導，42歲王姓女子爆料稱2003年9月21日她在律師吳旭洲的私人招待所遭廖本煙性侵害，並提供當時她被廖本煙扯破的內褲與她擦拭廖本煙精液的衛生紙為證；廖本煙接受該刊查證，說他當時喝醉記不清楚，並拒絕驗DNA。2003年12月31日，廖本煙舉行記者會否認性侵，說他不認識王女，王女的指控是「子虛烏有、胡說八道」，「有人有計劃要毀滅台聯」，他將交給司法處理，他將控告台灣《壹週刊》與撰稿記者。台灣台北地方法院檢察署介入偵辦，要求王女提出物證，王女說「我沒有提出告訴，所以沒有驗傷也沒有證據；我雖提供給《壹週刊》內褲與衛生紙，但現在不能找到這些證物」；當時在場的行政院國家太空實驗室副主任蕭秋德與招待所女服務生陳春夏都說，未見廖本煙性侵王女。2004年7月15日，台北地檢署以證據不足為由將廖本煙不起訴處分，廖本煙說感謝司法還他清白。
2004年2月，台灣《壹週刊》報導中國國民黨主席連戰涉嫌對其妻連方瑀施以家庭暴力，並稱此案係被連戰夫婦的女兒連惠心的私密信件披露；民進黨立法委員蕭美琴自認基於「正義感」質疑連戰是否曾對連方瑀施暴，連惠心批評蕭美琴：「她替誰抱不平？有沒有搞錯？我們家人不需要她替我們伸張正義。我媽媽真的很無辜。」事後，連惠心控告台灣《壹週刊》及撰稿記者涉嫌誹謗、偽造文書，並提起民事訴訟求償。2006年1月4日，台灣《壹週刊》與連家簽下協議書撤告和解，協議書約定，往後該刊報導連家新聞前必須先向連家人查證，否則台灣壹傳媒與該刊社長必須各支付違約金新台幣一百萬元給連家。
2005年4月27日，台灣《壹週刊》報導，中華民國教育部為實施九年一貫課程，每年補助各縣市政府成立「國民教育教學輔導團」（國教團），本月20日桃園縣國教團參訪花蓮縣，卻住五星級豪華飯店、旅遊各大名勝，因此質疑教育部浮濫使用經費、有浪費公帑的嫌疑。2005年4月27日，桃園縣政府教育局發表聲明指出，國教團主要是推動九年一貫課程等相關業務，教育局一向將參訪列為年度工作計畫辦理，一切合乎教育目的與法定程序；本年參訪事前曾經過多位國民小學校長開會規劃，並委託花蓮縣政府教育局推薦曾經被教育部列為「標竿一百」的績優學校為參訪地點，總經費新台幣五十九萬多元由桃園縣政府「地方教育發展基金」支應，全程每人補助新台幣五千九百多元、不足部分由個人負擔，總參訪人數72人，參訪期間僅准於公假但不支領鐘點費，全案公開上網招標並由嘉聯旅行社承辦，一切合法；該篇報導對教育同仁士氣影響甚深，桃園縣政府將函請台灣《壹週刊》勘誤。2005年4月27日，教育部回應，各縣市國教團並沒有台灣《壹週刊》報導用預算支付代課費的狀況，因此打算控告台灣《壹週刊》誹謗；教育部指出，依據《地方制度法》第18、19條規定，各縣市政府學前教育、各級學校教育及社會教育的興辦管理都屬地方自治事項，台灣《壹週刊》卻以桃園縣國教團參訪一事指稱教育部浪費公帑，與事實不符，也明顯偏頗。
2005年6月17日，女藝人蕭薔批評，台灣《壹週刊》曾經不實報導她禿頭，這次第212期不實報導她去韓風診所整形，該刊與韓風診所利用她來做宣傳，她決定提告；同日下午，蕭薔委任律師劉敏卿到台北地檢署控告台灣《壹週刊》加重誹謗罪，台灣《壹週刊》總編輯陳志峻說「這件事情我不再回應」。
2005年8月4日，台灣《壹週刊》第219期報導，2005年7月26日晚間行政院秘書長李應元邀約台灣電力公司（台電）、台灣糖業公司（台糖）等六家國營事業負責人餐敘，李應元一入座就說「《台灣日報》長期支持執政黨（民進黨），和執政黨關係良好；希望大家再多多支持《台灣日報》，特別是廣告」。該文批評，「《台日》社長顏文閂為尋求財務支援，將《台日》矮化成為綠營媒體；民進黨更糟，為了扶持《台日》這家親綠媒體，卻要全民買單，浪費公帑的行徑實在可惡」。2005年8月3日，李應元辦公室宣稱，當時李應元確有赴宴，但「不是講《台灣日報》的事」；被點名的國營事業相關單位宣稱，到目前為止，「老闆並未交辦相關事項」，即使真有人請託登廣告，也會以公司業務宣導為考量。2005年8月4日，行政院發言人卓榮泰說，「對於模糊、拼湊、套圖式的報導，不予回應」；同日，中國國民黨立法委員洪秀柱批評，陳水扁政府用納稅人的錢買廣告補貼特定平面媒體，又以撤銷執照來威脅不聽話的電子媒體，可說是「電子用殺，平面用買」，明顯意圖操控媒體；同日，親民黨立法院黨團副總召集人孫大千批評，如果民進黨還記得當年還是在野黨時如何嚴厲批判中國國民黨操控媒體，就應該對自己操控媒體的粗暴行為感到羞恥。
2007年，台灣《壹週刊》報導女藝人徐至琦出道前曾以「蔡淑臻分身」名號在外賣淫，徐至琦控告台灣《壹週刊》報導不實，法院判決台灣《壹週刊》應賠償徐至琦新台幣40萬元定讞。2010年，台灣《壹週刊》報導徐至琦「打著伊林名模名義『外賣』（在外賣淫）」等語，徐至琦再次控告台灣《壹週刊》報導不實；2013年6月6日，台灣士林地方法院判決，台灣《壹週刊》應賠償徐至琦新台幣20萬元並刊登道歉啟事，徐至琦指控台灣《壹週刊》其他負面報導侵害名譽部分則均免賠。
2007年1月4日，台灣《壹週刊》報導連戰之子連勝文在夏威夷辦豪奢婚禮，多次向連勝文求證卻無回應；該刊遂控告連惠心，主張依據2006年該刊與連家簽下的協議書，連家人有回應該刊報導之義務，連惠心是連勝文的代理人，所以連惠心要為拒訪負違約賠償責任。2012年8月28日，台灣台北地方法院判決，協議約定台灣《壹週刊》報導前有向連家求證之義務，但未明定連家人有回應該刊報導之義務，故判決該刊敗訴。
2007年3月15日，台灣《壹週刊》報導連戰家族到紐西蘭旅遊，說「連家搭商務艙、又吃住頂級，全部人的花費絕對不會少於（新台幣）一百二十萬元，他們九天花掉一般人一年可能都賺不到的錢......」。連惠心批評台灣《壹週刊》未依2006年該刊與連家簽下的協議書向連家查證，提告向該刊及其社長裴偉求償違約金合計新台幣二百萬元。2012年4月，本案一審判決，該篇報導不具急迫時效性，台灣《壹週刊》未依協議先向連家查證就刊登該篇報導，故判決連惠心勝訴。2012年10月16日，台灣高等法院維持一審判決，台灣壹傳媒法務經理葉錫波說「希望連家尊重新聞自由，不要規避記者查證然後告壹傳媒違約，這樣有違誠信原則」；同日，連戰辦公室表示，未獲授權發言，一切均由律師說明。2013年9月2日，中華民國最高法院判決，該篇報導的主題是純屬個人隱私的家族旅遊，與公共利益無關，該刊違反協議，故判決台灣壹傳媒應賠償違約金新台幣一百萬元定讞，該刊社長裴偉遭判賠新台幣一百萬元的部分則發回更審；判決認為，台灣壹傳媒屢次違反協議，無視雙方協議與自我承諾，已有違誠信，顯見台灣壹傳媒簽署協議書不足以遏阻台灣《壹週刊》報導連戰家族相關隱私的行為，也造成連戰家族生活起居上的困擾，連惠心訴請台灣壹傳媒給付懲罰性違約金新台幣一百萬元既沒有過高、也沒有顯失公平；同日，台灣壹傳媒法務經理葉錫波說，當初該刊與連家簽訂協議書時就已對協議條文產生誤解，司法機構卻一再援引協議條文，以致台灣壹傳媒一直未能受到合理對待，日後台灣壹傳媒處理連家新聞時會更加「注意」。
2007年7月，台灣《壹週刊》在未向連戰家族求證的情況下，以羞辱性文字報導連勝文與其妻蔡依珊的私事。連惠心控告台灣《壹週刊》違反2006年該刊與連家簽下的協議書。本案一審及二審，台灣《壹週刊》主張，已試圖連絡連勝文，但因連勝文電話關機而無法聯絡他。2008年4月15日，台北地方法院判決，協議明訂台灣《壹週刊》必須向連家成員及事件當事人查證，該刊卻只採訪未被連家授權的連勝文友人李德維；而即使連勝文拒訪，該刊已拍到連勝文夫婦的照片，顯示該刊不是不能掌握連勝文的行程，該刊卻未善盡查證責任，只採訪未被授權的李德維，故判決該刊敗訴。2009年12月18日，中華民國最高法院判決，連勝文是公眾人物，台灣《壹週刊》應可自其他管道向連勝文查證，而且蔡依珊懷孕是連家私事、與公共利益無關，故認定台灣《壹週刊》違約，判決該刊及其社長裴偉必須依協議各給付違約金新台幣一百萬元給連惠心，全案定讞。
2007年9月，台灣《壹週刊》的〈封面故事〉報導連惠心價值新台幣二百萬元的名駒曝光，截稿前一天，該刊透過連惠心的友人趙喬向連惠心求證，趙喬回覆該刊說連惠心手機關機，但該刊該期仍刊登該篇報導並搭配該刊記者於本年7月拍攝的連惠心騎馬照片，連惠心因此控告該刊違反2006年該刊與連家簽下的協議書。台灣《壹週刊》表示，已透過趙喬盡到查證義務，不能因連惠心規避採訪而以違約金變相箝制新聞自由。2010年12月10日，中華民國最高法院判決，台灣《壹週刊》於2007年7月拍到連惠心騎馬照片、2007年9月刊登該篇報導，有兩個月的時間查證，該刊卻只在截稿前一天求證，未留給連惠心充分時間回應，顯然未履行事前查證之義務，故判決該刊及其社長裴偉必須依協議各給付違約金新台幣一百萬元給連惠心，全案定讞。
2007年10月24日，前中國小姐張淑娟的醫師前夫林靖哲以傳真發表聲明，批評台灣《壹週刊》報導張淑娟離婚消息多屬不實，如張淑娟利用夫家名義在外尋求資金做生意、張淑娟與婆婆相處不融洽、張淑娟的小叔林靖倫經營公司爆發吸金經商及失利之間接影響等，將保留提告之權利；同日，台灣《壹週刊》執行副總編輯黎慕慈說，「沒什麼好回應」。
2008年12月31日，台灣《壹週刊》報導，陳水扁雖二度遭收押但其資金並未被凍結，將出資新台幣2億元給呂秀蓮辦報紙，並確定取用中華民國國家安全局給陳水扁的代號“玉山”定名為《玉山午報》，陳水扁家庭的理念和報導將會占據該報相當大的版面，像陳水扁辦公室的澄清稿、陳幸妤投書等都將被該報優先刊載；呂秀蓮最近積極與綠營人士及金主餐敘，表明她希望募集新台幣7億元創辦《玉山午報》，其中2億元她已經找到大金主投資、5億元她希望仿效民視模式以每股新台幣10萬元募集小股東，但知情人士說投資新台幣2億元的人即是陳水扁；為了淡化陳水扁的色彩，呂秀蓮刻意對綠營人士解釋說取名「玉山」是因為玉山是台灣的象徵。同日，呂秀蓮駁斥，她與陳水扁從來都沒討論到辦報，且辦報目前八字沒一撇，但她會持續為辦報募款，她要向台灣《壹週刊》提告求償並拿賠償金來辦報。同日，呂秀蓮辦公室發布聲明，台灣《壹週刊》該篇報導捏造不實、未經查證，呂秀蓮辦公室要求台灣《壹週刊》於下一期公開更正道歉。同日，民進黨立法委員賴清德說，他不知道台灣《壹週刊》的說法來自何處，呂秀蓮看到目前的媒體對藍營一路偏頗才會想辦報，媒體不應該把任何民進黨的事都與陳水扁劃上等號。
2009年1月19日，台灣《壹週刊》第400期的〈封面故事〉報導，特偵組清查陳水扁總統任內的「機密外交」弊案時發現，2002年至2005年，吳明基擔任台灣人公共事務會（FAPA）會長期間，曾簽字領走鉅額機密外交經費；其中80萬美元（當時約合新台幣2678萬元）經由當時FAPA執行長陳文彥從美國匯入其弟在台灣經營的一家貿易公司，再輾轉付給《自由時報》，作為當時行政院新聞局在《自由時報》刊登入聯公投廣告的費用；文末刊載了《自由時報》的回應：「截至目前為止，沒有任何人或任何單位，就FAPA刊登入聯公投的廣告問題，詢問過報社相關人員。此外，因目前廣告環境，『收得到錢』相當重要；就經營的立場來說，只要是來自合法公司行號，報社不會去質疑經費來源。」2009年1月19日，吳明基透過媒體宣稱，他從未領取機密外交經費；《自由時報》則發表聲明，批評該文「惡意中傷毁謗《自由時報》」，將對台灣《壹週刊》及「引用散播相關文字者」一併提出告訴；台灣《壹週刊》總編輯裴偉回應，台灣《壹週刊》報導內容均有根據。2010年12月31日，台灣士林地方法院判決，該文充其量只能說《自由時報》與機密外交費有關聯，台灣《壹週刊》卻以聳動標題使《自由時報》名譽受損，台灣《壹週刊》應在《自由時報》頭版刊登八分之一版面的道歉啟事；判決認為，報導內容僅指稱《自由時報》與機密外交經費有關聯，也說明是因廣告費用所致，台灣《壹週刊》卻為了刺激銷售量而以聳動、肯定語氣的文字製作標題，違反真實陳述、平衡報導原則，侵害《自由時報》名譽權。2011年8月23日，台灣高等法院判決，台灣《壹週刊》以聳動標題使《自由時報》名譽受損，應在該刊封面及台灣《蘋果日報》登報道歉；裴偉回應，該文內容與標題都沒問題；台灣壹傳媒法務經理葉錫波回應，該文並未指稱《自由時報》是該案當事人，「不能僅以標題判斷是否侵害名譽權，應看完整篇報導才能正確判斷」。2011年11月4日，中華民國最高法院判決，該文寫的是《自由時報》收取入聯公投活動的廣告費，台灣《壹週刊》卻以肯定語氣的聳動標題使讀者產生「《自由時報》捲入外交經費洗錢醜聞」的錯誤印象，台灣《壹週刊》應於該刊封面與台灣《蘋果日報》A7版刊登道歉啟事，全案定讞；同日，台灣《壹週刊》不願回應判決。
2009年4月7日，台灣《壹週刊》第411期的〈封面故事〉報導，陳水扁在台北看守所寫的第二本書《關不住的聲音》披露，他在總統任內不應辭任民主進步黨主席，反而應以總統兼民主進步黨主席的身分做到總統卸任為止以穩定黨內；他也後悔當時提名蔡英文出任民主進步黨全國不分區立法委員，否則蔡英文不會成為民主進步黨主席，在蔡英文成為民主進步黨主席之前從未批評蔡英文的《自由時報》也不必寫社論呼籲民主進步黨需要「有氣魄、不怕受傷的領導人」。2009年4月8日，《關不住的聲音》首刷兩萬本在各書店上架，蔡英文不願回應陳水扁的批評，但民主進步黨文宣部主任鄭文燦轉述，蔡英文「難以理解為何有這樣看法，很難接受這樣的批評」；中國國民黨立法委員邱毅則批評，陳水扁應該感謝蔡英文，「因為蔡英文的懦弱無能，才能使你（陳水扁）今天還能夠不受到民進黨聲討」。
2010年7月21日，台灣《壹週刊》刊登記者謝忠良撰文，指控中華民國總統馬英九的大姊馬以南疑似透過中華民國教育部部長吳清基向明新科技大學董事長王廣生關說爭取她的小叔馮丹白出任該校校長，另外馬以南特權要求台北市立兆如安養中心派三名外勞二十四小時照護她九十幾歲的婆婆。馬以南控告台灣《壹週刊》並求償。2010年7月21日，台北市政府發言人趙心屏說，兆如安養中心不是市立、而是公辦民營的安養中心，馬以南的婆婆是在郝龍斌接任台北市長之前入住，郝龍斌完全不知道馬以南的婆婆入住這件事，民營的安養中心依規定可以聘用外勞，一切合法。2010年12月21日，台灣士林地方法院判決，明新科技大學證實馮丹白是遴選選出而擔任該校校長，報導不能逕自推論馬以南關說；且北市府在本年6月10日即調查公布，馬以南的婆婆在兆如安養中心無特別待遇；而台灣《壹週刊》無法證明報導前已善盡查證責任，故報導應非屬實，社長裴偉與記者謝忠良等人應連帶賠償馬以南新台幣一百二十萬元、並登報道歉。
2010年11月3日，台灣《壹週刊》指控，高雄市長陳菊競選辦公室主任洪智坤被檢調發現，他在高雄市政府任職不久後，密集購入總價新臺幣三千萬元的三戶豪宅，其中隆大營建“美術鳳凰”2戶還是直接找隆大營建董事兼高雄市政府顧問林中進洽購，洪智坤與家人所得置產行為明顯與收入不相當（財富官職不相稱），資金來源有問題。同日上午，洪智坤在陳菊競選總部召開記者會說，他與其妻月薪近新臺幣20萬元，目前只有價值新臺幣2540萬元的房子一戶，每個月繳貸款新臺幣6萬元，負擔得起；他沒有像台灣《壹週刊》寫的有一戶豪宅，他自動報請高雄市政府政風處調查後查無任何不法，他任職高雄市政府期間迄今從未有任何案件遭到檢調約詢、調查或偵辦，他將對台灣《壹週刊》提告。
2011年1月13日，台灣《壹週刊》報導女藝人林韋君就讀台北市立北安國民中學時期有帶小跟班霸凌學妹的行為，並搭配林韋君裸身、僅以淺藍色紗巾遮住重要部位的變造照片。林韋君提告向台灣《壹週刊》及其副總編輯宋筱玲求償。2013年5月29日，台灣士林地方法院一審判決，台灣《壹週刊》僅憑林韋君的一位黃姓學妹爆料內容加以報導，而且黃女對霸凌一事是聽來的，對消息來源缺乏查證，刊登林韋君的回應篇幅極小、不成比例；變造照片則是以先前林韋君接受該刊邀約拍攝的比基尼泳裝照片，將泳裝變造成薄紗、將泳裝肩帶修掉以製造裸身效果；故判決該刊侵害林韋君名譽權須賠新台幣50萬元，侵害林韋君肖像權須賠新台幣25萬元。2014年7月，台灣高等法院判決，維持一審判決，台灣《壹週刊》敗訴定讞。
2011年1月20日，台灣《壹週刊》第504期報導，塑身老師張淳淳「疑因抽脂感染罕見的非結核分枝桿菌，導致下半身有40處潰爛化膿的傷口，目前住在台大醫院，看似病重，卻被爆她仍可逛街血拼、紋眉請假回家過夜，還積欠土豆網主持人瑞奇（朱俊憲）版稅」，並引用讀者爆料稱張淳淳「常在下午、晚上四處看房」；張淳淳控告撰稿記者段子薇與台灣《壹週刊》總編輯邱銘輝，要求賠償與登報道歉。2014年9月30日，臺灣臺北地方法院判決，段子薇與邱銘輝均無「故意不法侵害張淳淳之名譽及信用」或「故意以背於善良風俗之方法或違反保護他人法律致生張淳淳名譽及信用之損害」，故台灣《壹週刊》無須賠償與登報道歉。
2011年6月23日，皮繩愉虐邦發布給台灣《壹週刊》的公開信，批評本日發刊的台灣《壹週刊》第526期有關皮繩愉虐邦「彩虹喜劇節」演出內容的相關報導「動輒以煽動性字詞對演出內容作出令人不適之詮釋」、以及使用針孔攝影機「在明令禁止攝錄的表演場所屢次進行偷拍等缺乏公民素養之行為」，並諷刺台灣《壹週刊》是「內容充斥著賣淫性交、浪乳波臀，全台發行量數以萬本，不分男女老幼皆唾手可得的煽色腥八卦雜誌」。
2011年11月，台灣《壹週刊》報導馬英九密會「地下賭盤大亨」陳盈助，當時馬英九聲明且交待行程否認該文內容；然而本月16日，民主進步黨發言人梁文傑於本日白天據該文內容在民主進步黨台北市黨部召開記者會、並於同日晚間在TVBS頻道政論節目《2100全民開講》指稱，馬英九於本年9月密會陳盈助並募款新台幣3億元；本月21日，馬英九委任律師向台北地檢署控告梁文傑涉嫌違反《總統副總統選舉罷免法》，向台北地方法院提出民事訴訟向梁文傑求償新台幣200萬元。刑事部分，台北地檢署裁定不起訴處分。民事部分，台北地方法院一審判決梁文傑與民進黨應連帶賠償新台幣30萬元給馬英九，梁文傑提起上訴；2014年10月21日，台灣高等法院二審判決梁文傑與民進黨應連帶賠償新台幣180萬元給馬英九，但梁文傑堅持上訴、且揚言絕不可能賠錢給馬英九。2014年10月23日，前民主進步黨主席施明德說，民進黨與梁文傑等於向社會宣示，法院只能判決他們勝訴，「民進黨才是唯一的法律、唯一的判決者」；同日，中國國民黨文化傳播委員會發布新聞稿呼應施明德，並要求民主進步黨主席蔡英文公開承諾「如果最後民進黨三審敗訴定讞，蔡主席願意公開道歉並賠償」。
2011年12月14日，台灣《壹週刊》第551期報導明華園當家小生孫翠鳳拿政府補助款演出時幫中國國民黨立法委員候選人助選，明華園團長陳勝福召開記者會批評該篇報導誇大不實，孫翠鳳控告台灣《壹週刊》總編輯邱銘輝、顧問謝忠良、編輯徐文正及撰稿記者溫惠敏加重誹謗罪並求償。2013年12月，台灣士林地方法院判決，台灣《壹週刊》應賠償孫翠鳳新台幣30萬元並刊登道歉啟事；2014年5月8日，台灣士林地方法院檢察署認為，該篇報導內容可受公評，但聳動標題已損害孫翠鳳的名譽，故將下標的前台灣《壹週刊》顧問謝忠良依加重誹謗罪起訴。2014年9月26日，台灣士林地方法院判決，該篇報導標題誤導大眾，已損及當事人社會評價，故依誹謗罪判處謝忠良有期徒刑3個月、得易科罰金。
2012年3月15日，台灣《壹週刊》第564期報導，女藝人羽庭與已婚經紀人兼火鍋店合夥人黃姓男子在火鍋店「搞曖昧」；黃男認為該篇報導不實，控告撰稿記者何佩娟加重誹謗罪。士林地檢署調查認為，何女僅依3張羽庭與黃男未有親暱的照片「看圖說故事」，未盡合理查證義務。2014年1月10日，士林地檢署將何女起訴；檢方認為，黃男已婚，根據《教育部國語辭典》解釋，「曖昧」一詞是指行事不光明磊落、有不可告人的隱私，現行大眾習慣用語亦將「曖昧」一詞用於負面的男女關係，故將未婚女子與已婚男子冠以「關係曖昧」一詞已對黃男的人格造成貶損。在士林地檢署將何女起訴之前，羽庭曾為此提告，何女同樣被起訴；但移審法院後，雙方達成和解，羽庭撤告。2014年1月10日，台灣壹傳媒法務經理葉錫波說，黃男在台灣《壹週刊》該期出刊時就知道報導內容，但黃男提告時已超過告訴期6個月，未來他將向法官主張黃男告訴逾期、並提出相關證據；羽庭則說，「我跟黃先生已經各自自行處理，我的部分是暫時和解」，她沒有與黃男交往過；黃男則說，尚不知何女被起訴，但他認為「等和解也沒誠意，資料錯誤也不更正，不更正怎麼和解」。
2012年3月15日，台灣《壹週刊》第564期報導，女藝人王思佳的男友徐天龍的友人爆料，王思佳與徐天龍的戀情早已在二星期前破局，本月底王思佳將搬離徐天龍買的台北東區高級小套房。2012年3月16日，王思佳透過經紀人發布聲明稿批評，該篇報導不實、且以「捲舖蓋走人、無腦、愚蠢」為標題「假報導之名、行誹謗之實」，她將控告台灣《壹週刊》。
2012年5月31日，台灣《壹週刊》第575期報導，女藝人章子怡涉入薄熙來案，10年來與薄熙來等高官伴遊海撈新台幣32億元，其中與薄熙來伴遊10次、每次代價人民幣1000萬元；並指正在拍攝電影《一代宗師》的章子怡對這則震驚兩岸三地的消息並未出面替自己澄清，且她的經紀人也斷絕對外聯繫。章子怡召開記者會否認該篇報導，並向士林地檢署提告。章子怡提告後，該篇報導撰稿記者吳明儀、丁國鈞及郭曉芸無法提出消息來源，章子怡的紀姓經紀人在法庭上作證時駁斥「斷絕對外聯繫」的辯詞。檢方偵查階段，吳丁郭三人拒絕道歉及撤回網路上誹謗章子怡的文章，更在庭訊中互相推諉責任；2014年9月，檢察官依妨害名譽罪起訴吳丁郭三人，並請求法院從重量刑。吳丁郭三人辯稱，該篇報導引用博訊新聞網報導，截稿前有密集聯絡章子怡的經紀人但聯絡不上；但2014年11月6日，檢察官認為，縱使吳丁郭三人無法聯絡上章子怡的經紀人，在引用博訊報導前也應向博訊查證，不能把「無法聯繫」當作已合理查證及拒絕道歉之依據，故依加重誹謗罪起訴吳丁郭三人並建請法院從重量刑。2015年4月8日，台灣士林地方法院判決，章子怡直到台灣《壹週刊》第575期出刊隔天才發聲明澄清，且薄熙來案及章子怡與薄熙來來往情況為可受公評之事，且該期將引述的博訊報導中「上床」、「性交易」等性意涵字眼改為較中性的「交往」等，加上該刊確實在該期出刊後才得知章子怡澄清內容，無證據可證明該篇報導記者明知不實而撰寫報導，該篇報導屬合理評論，吳丁郭三人無罪。2015年4月10日，章子怡委任律師發布聲明，批評台灣《壹週刊》「在未求證消息的真實性、在受害方發出聲明後仍執著刊文，顯屬『明知』範疇」。
2013年1月2日，台灣《壹週刊》第606期指控，臺灣文創一號董事兼創意總監王偉忠牽線兩岸合拍電影《花漾》與曾任國家廣播電影電視總局電影管理局辦公室主任的北京銀夢影視代表人薛桂枝合作，且雙方分紅比例不均，圖利中資；同日，王偉忠駁斥，他從頭到尾沒參與《花漾》事務，更不認識薛桂枝，「文創一號是純民間資金，公司經營為什麼要向外界公開？文化部的資金是投資案、不是輔導金，投資提案也是《文創法》通過的」；中華民國文化部則回應，《花漾》以包底分紅方式進軍大陸，合約中保證台灣可回收人民幣900萬元，大陸無權分享大陸以外地區的票房，台灣《壹週刊》的指控完全不符事實。2014年4月30日，台灣《壹週刊》第675期目錄頁刊登啟示：「『大陸發行權拱手讓人 《花漾》圖利中資』報導關於王偉忠先生部分，有誤植之處：經查，王先生雖擔任台灣文創一號公司董事，但從未參與或投入該公司投資電影《花漾》進入中國市場之決策；且王先生與薛桂枝女士素不相識，自無報導所稱由王偉忠牽線與中國投資者簽訂不平等合約等情。為避免讀者誤解而傷及王偉忠先生社會觀感，特此澄清。」
2013年4月4日，台灣《壹週刊》第619期報導，太極雙星幕後掮客程宏道曾花費新台幣數千萬元佣金取得台北雙子星大樓開發案私地主欣光華公司授權開發密約，馬以南協助商借達欣工程豪華辦公室以遮掩太極雙星只是空殼公司。欣光華與馬以南提告求償。2014年5月13日，台灣士林地方法院判決，雖然台灣《壹週刊》曾向台北市議員李慶元查證，但李慶元事後證稱程宏道取得的私地主是李秋明，而且台北地檢署偵辦台北雙子星大樓弊案時也曾發新聞稿稱李秋明同意由程宏道擔任申請人等等，故認定台灣《壹週刊》未合理查證、更未證明報導與事實相符，已侵害欣光華的名譽權與信用權，但欣光華屬於公司法人、不具有精神損害，故判決台灣《壹週刊》應登報道歉、不需賠償。2016年4月2日，中華民國最高法院判決，台灣《壹週刊》的負面報導指述馬以南利用權勢獲取私利，雖有向馬以南查證取得回應，但登出的回應只有寥寥數語，而且記者未具體說明消息來源，欠缺客觀立證依據，故考量雙方身分與地位後判決台灣《壹週刊》敗訴定讞，台灣《壹週刊》應賠償馬以南新台幣60萬元並在台灣《蘋果日報》頭版登報道歉；台灣《壹週刊》回應，會履行判決。2016年5月4日，台灣《壹週刊》在台灣《蘋果日報》頭版刊登道歉聲明，承認報導全屬不實，向馬以南道歉。
2013年4月11日，台灣《壹週刊》第620期報導，台北市議員賴素如有藏匿太極雙星弊案重要證物之嫌，包括筆記與單據都叫吳姓助理與沈姓助理搭飛機帶出國。吳沈二人因此控告台灣《壹週刊》社長裴偉、總編輯邱銘輝、專案組負責人謝忠良、該篇報導撰稿記者許碩穎等編採人員6人加重誹謗罪。台灣士林地方法院判決，該篇報導所稱助理出國時間與實際情形不同，沈姓助理接到台灣《壹週刊》查證電話時已明確澄清，故認定該刊未善盡查證責任，故判決謝忠良等編採人員4人各拘役45至55天，裴偉與邱銘輝無罪。2014年11月18日，台灣士林地方法院判決，台灣《壹週刊》應賠償賴素如新台幣50萬元與吳沈二人各新台幣30萬元，且必須在四大報刊登道歉聲明；賴素如回應，法院判決可謂遲來的正義，但相關不實報導對她名譽所造成的傷害已經無法回復。2014年11月19日，台灣高等法院判決，該篇報導確實疏於詳細查證，但內容與公益有關、疏忽情節不嚴重，故判決謝忠良與許碩穎各拘役55天、緩刑2年，維持裴偉與邱銘輝無罪，改判未撰寫涉及誹謗內容的記者2人無罪，全案定讞，台灣壹傳媒法務經理葉錫波表示感謝法官從輕量刑。
2013年4月11日及18日，台灣《壹週刊》第620期與第621期重複報導，台北市政府捷運工程局局長蔡輝昇將「御用政風室主任鄭重生」調任捷運局政風室主任。2013年4月17日，台北市政府政風處駁斥，「政風體系為人事一條鞭制度，所有人事調動均由法務部廉政署統一派令，以貫徹政風人員於機關內公正客觀、毋枉毋縱、依法查處之超然立場；因此蔡輝昇絕無可能有權將鄭重生調至捷運局當政風室主任，干預政風人事之情形」。
2013年4月17日，台灣《壹週刊》報導聯華娛樂飛線傳播總經理于美人積欠世運電音三太子表演團薪水，聯華娛樂飛線傳播同日宣布將控告台灣《壹週刊》與世運電音三太子表演團加重誹謗罪。
2013年5月1日，台灣《壹週刊》第623期報導，2014年民主進步黨主席選舉成黑道角力，民主進步黨立法院黨團總召集人柯建銘到澳門會晤天道盟精神領袖羅福助，尋求協助拉人入黨支持黨主席蘇貞昌連任；前民進黨主席謝長廷辦公室主任林耀文則找四海幫幫主楊德昀幫忙，盼找人入黨支持謝長廷。同日，柯建銘與謝長廷辦公室均否認該文內容，柯建銘揚言將對台灣《壹週刊》與任何引述該文內容者提告；柯建銘說，2013年4月5日他確實赴澳門，但不是見羅福助，而是為在外商銀行工作的兒子引見台商；林耀文則說，該文報導他與四海幫新竹縣中常委曾宗智是國民中學同學，他否認同班同學有此人，他也不可能要求推薦幫派人士入黨。
2014年1月15日，台灣《壹週刊》第660期在目錄頁旁刊登全頁「道歉暨澄清啟事」，為錯誤報導中華民國副總統吳敦義「主導《夢想家》決策」（第572期）、「大樁腳拿陳啟祥新臺幣1000萬元」（第582期）、「急撥公帑補助小姨子夫家經營的屠宰場」（第590期）及「私會竹聯幫大老」（第599期）共4篇報導之事道歉，同時為第623期柯建銘拉黑道加入民進黨之報導道歉。2015年6月5日，吳敦義諷刺，「有一個周刊」（台灣《壹週刊》）連續幾期都亂登瞎掰，結果被法院判決敗訴而全面道歉。
2014年2月20日，台灣《壹週刊》第665期報導，男藝人胡瓜與吳宗憲「冷漠拒絕」出席本年1月23日的高凌風演唱會記者會，高凌風「臨終留憾」。2014年2月21日，吳宗憲說，高凌風決定辦演唱會後傳手機簡訊與錄音檔問他的意願，「高簡訊說『兄弟，你要挺我』，我的回答只有『OK』，高回『我淚流滿面』，這些對話我還留著，我從新加坡回來就把資料交給律師」，「我一口答應出席3月8日演唱會，這樣不就是挺他？不能因為他記者會當天我有事沒出席，就說我無情」，他將控告台灣《壹週刊》誹謗並求償，賠償金用來照顧高凌風的小孩；男藝人張菲則說，本年1月胡瓜之母逝世，高凌風逝世對胡瓜而言是雙重打擊，外界不要誤會胡瓜；胡瓜的女友丁柔安則說，不清楚該篇報導內容；台灣《壹週刊》副總編輯宋筱玲則說，「我們有人證」。2014年3月1日，吳宗憲公開高凌風逝世前傳給他的手機簡訊與錄音檔，證明他第一時間就答應參加高凌風演唱會，但「高大哥過世，我決定特赦《壹週刊》，不告了」。
2014年5月14日，台灣《壹週刊》第677期宣稱引用該刊記者向美國國家稅務局（IRS）駐北京大使館辦事處查詢的電子郵件，刻意顯示一位英文名字「Mark Y. J. Ma」的人必須向美國繳稅，並指稱馬英九因持有綠卡而將於本年7月遭美國政府以《美国海外账户税收合规法》（FATCA）追稅；同日，美國在台協會（AIT）執行理事唐若文致函中華民國駐美國代表沈呂巡，「本協會過去即已知悉馬英九總統已放棄其先前所擁有的永久居留身分一事，並早已列入相關美國移民機關檔案，此事已經結案；FATCA係有關外國金融機構對美國納稅義務人所有銀行帳戶資訊之通報，該法並不會改變或擴大全球各地須申報所得稅的美國納稅義務人之類別」；同日，AIT發言人金明說，關於馬英九的綠卡問題，「AIT不針對個人的資料與細節進行任何說明」，但對於通案，綠卡必須到AIT提出申請失效，或是一年內未入境美國就會自動失效，一旦綠卡失效就不用向美國繳稅。2014年5月14日，總統府回應，馬英九所持綠卡早已失效，而且台灣《壹週刊》所用的英文名字與生日都與馬英九的不符；同日，網友仿效台灣《壹週刊》的方法，編造武俠小說《倚天屠龍記》主角張無忌的英文名字「Wu Ji Zhang」與綠卡編號向IRS駐北京辦事處查詢，結果IRS「沒有否定張無忌美國綠卡的身分，也沒有證實卡號的虛假」。2014年5月15日，中國國民黨發言人陳以信說，台灣《壹週刊》刻意以虛擬人物向美方查詢並公布不實資料，手法卑劣，而且事後不肯認錯，反而意圖規避相關責任，該刊社長裴偉提出的論點也被美方的信函清楚駁斥，因此國民黨要求該刊應立即澄清並公開道歉。
2014年10月29日，台灣《壹週刊》第701期報導，台北市元和雅整形外科診所因帳目不清，調閱監視錄影畫面，意外發現女藝人小茉莉與該診所徐姓男店長的激情影片；同日，小茉莉為不良示範道歉，小茉莉的經紀人Tiger嚴厲譴責並委託律師控告元和雅整形外科診所，Tiger還說保留控告台灣《壹週刊》的權利。2014年10月30日，元和雅整形外科診所發布聲明，當初該診所為了舉證徐男與醫師郭菁松利用診所下班時間使用診所資源私接客人等不法情事，曾進行監視錄影畫面之整理，並提出業務侵占、背信與詐欺告訴；沒想到台灣《壹週刊》記者追蹤報導時，意外挖出小茉莉與徐男的激情影片，報導角度全部聚焦在小茉莉身上，對小茉莉的形象造成不小傷害，這是該診所始料未及、也非該診所本意。
2014年12月10日，台灣《壹週刊》第707期的〈封面故事〉指讀者爆料稱在太陽花學運爆紅的「太陽花女王」劉喬安是高檔援交妹，劉喬安以新台幣10萬元與一名香港男子援交，卻因男方臨場殺價而破局；但同月12日，《東網》披露從台灣《壹週刊》流出的影片，稱台灣《壹週刊》狗仔隊香港籍員工設計劉喬安，台灣《壹週刊》社長裴偉得知影片外流後緊急下令追回影片，被批評企圖掩飾台灣《壹週刊》違反新聞道德。對此，同月13日，台灣《壹週刊》總編輯邱銘輝接受新頭殼訪問時確認完整版影片已經外流，並已報警處理；至於是否是內部員工所喬裝，邱銘輝則未證實，僅表示他們會展開內部調查，如果有必要，會向外界說明。2015年3月18日，網路紅人陳沂說，她強烈譴責台灣《壹週刊》設局偷拍劉喬安，但警方往往在調查賣淫案件時也會利用釣魚的手法攻破，而台灣《壹週刊》本就是重口味的娛樂八卦雜誌，「不需要以高道德標準檢視」；如果劉喬安不賣淫，劉喬安又怎麼會上鉤；台灣《壹週刊》一開始並沒有要對劉喬安趕盡殺絕，那些賣淫證據是台灣《壹週刊》被劉喬安提告後迫於無奈才拿出來的，劉喬安在本案中一直在說謊。
2015年5月27日，台灣《壹週刊》報導，有黨政人士透露，馬英九諮詢金溥聰、劉兆玄、趙少康、陳長文、高朗、蕭旭岑、洪秀柱、費鴻泰、吳育昇、賴士葆等10位策士後，最近強硬起來，認為2016年立法院院長王金平當選總統後對他的清算會比蔡英文更加徹底，所以他透過管道向王金平陣營表達王金平最多只能當副總統，導致王金平棄選國民黨總統初選；該文還指稱，中國國民黨主席朱立倫近來與馬英九關係愈加惡劣，黨內盛傳“馬最後要讓朱連黨主席都幹不下去”。同日上午，總統府發言人陳以信說，馬英九從未干預國民黨總統初選，總統府很遺憾台灣《壹週刊》未查證與平衡報導；賴士葆則說，他從來沒被諮詢過，而且他從本年1月19日擔任中國國民黨中央委員會政策委員會執行長以來，除了每週一中午出席府院黨高層會議以外，從來沒有單獨與馬英九見面或通電話。同日上午，金溥聰說，本期台灣《壹週刊》說他將赴美國反制蔡英文訪美造勢，內容完全是憑空捏造、惡質造謠、都不查證；這段時間他都專心調養身體，並未參與政治；他已經習慣了台灣《壹週刊》的惡質造謠，「等到我真的沒出現在總統行程和僑宴造勢活動場合，（該刊）很可能又會說我是『見光死』才沒有出現」，這樣沒有新聞道德、刻意造謠炒作以便讓特定名嘴跟進的手法，相信大家都見怪不怪。
2016年3月23日，台灣《壹週刊》報導，女藝人楊麗花及其夫洪文棟已分居並協議離婚，原因是洪文棟把家產只分給前妻的4個小孩；同日，楊麗花與洪文棟發出聲明稿駁斥，此報導全屬編造虛構，請台灣《壹週刊》儘速更正；同日，導演邱瓈寬說，楊麗花與洪文棟感情很好、沒有財產問題，楊麗花一直把洪文棟的小孩當成自己的小孩；同日，台灣《壹週刊》執行副總編輯宋筱玲回應，尊重楊麗花與洪文棟的主張，「我們有我們的新聞來源」，目前沒有打算更正報導。
2016年4月14日，《白沙屯媽祖婆網站》站長駱調彬抨擊，本年3月台灣《壹週刊》第775期未經站方授權，擅自使用他拍攝的白沙屯媽祖進香回鑾途經頂新國際集團總部、閃過準備獻花鑽轎底的魏應充與魏應交的照片，並以戲謔方式報導〈媽祖鑾轎不給鑽 魏家兄弟密謀雪恥〉，更在模擬圖中讓白沙屯拱天宮媽祖坐在法庭被告席，且不回應媽祖信眾要求該刊道歉的聲浪；所以他到臺灣苗栗地方法院檢察署控告該刊侵害著作權，並在媽祖案前擲筊獲允訴請民事賠償新台幣1億元。2016年4月14日，白沙屯拱天宮管理委員會主任委員洪文華批評，台灣《壹週刊》的報導方式是「亂開媽祖玩笑」，他將把此事提報管理委員會討論，不排除也控告該刊；台灣《壹週刊》總編輯邱銘輝回應，還不清楚駱調彬提告一事，將待了解後再作回應。
台灣媒體於2020年2月21日報導，台灣壹週刊一名娛樂新聞記者偷拍藝人林志玲一案於士林地方法院審結，涉事陳姓記者判處有期徒刑4個月，緩刑2年，該記者的吳姓主管判有期徒刑3個月，可易科罰金9萬元新台幣。法官指陳男身為新聞從業人員應守法，卻不法侵害林志玲的居家安寧以及個人隱私。

## 對台灣傳媒生態的影響
2001年6月，玄奘大學大眾傳播學系講師劉現成說，台灣《壹週刊》的切入，對台灣的傳媒生態起了不少影響：台灣的傳媒政治立場壁壘分明、對特定的人物和立場採取不同的迴避和取樣；《壹週刊》可以針對通俗的市場口味，每日更新民眾關心的八卦新聞，並以舖天蓋地的宣傳手法取得閱聽大眾的注意。
另外在取材方面，一方面傳統雜誌批評《壹週刊》不顧傳媒操守，侵犯隱私、誇張失實；另一方面，卻不得不承認《壹週刊》在短時間內取得龐大的市場，並令原來的雜誌市場份額變大。而早在《壹週刊》登台以前，傳統的八卦雜誌已經將狗仔隊的報導、誇張的標題等手法從香港引進台灣。
2001年7月，台灣新聞記者協會《目擊者雙月刊》總編輯何榮幸說，台灣《壹週刊》的創刊讓台灣新聞界見識到港式成功行銷手法：台灣《壹週刊》先是接收半數《明日報》員工而造成話題，繼而以一連串大膽聳動的廣告吸引各界目光，創刊前夕更掀起「陳幸妤怒斥媒體」風波，使創刊號輕易達到銷售三十萬本的預期目標，其狗仔隊作風更成為社會各界討論焦點。
2001年8月，《新新聞》社長王健壯預期，隨著《壹週刊》進入台灣，台灣的雜誌界將會進行「汰弱留強」的整合，並會變得更以市場為導向。
2012年9月4日，國立臺灣大學新聞研究所教授彭文正說，如果沒有台灣《壹週刊》，陳水扁現在不會關在牢裡，前行政院秘書長林益世的案子也不會爆開。
2014年8月11日，黎慕慈說，《壹週刊》要從香港打進台灣市場時，她從香港搬來台灣負責設立台灣《壹週刊》編輯部，「團體仍未建立之初，率先見識的是有識之士對《壹週刊》的不屑與害怕......『壹週刊=狗仔隊』、『壹週刊=腥羶色』、『壹週刊=踢爆』，《壹週刊》就是挖人隱私、漠視倫理、喪盡天良，迫害政客、富豪、藝人，憎人富貴、嫌人貧，帽子愈扣愈大，危言聳聽從來都是旁邊敲鑼打鼓的同業；狼來了終於成真，大家只好先拿著鞭子亂舞喊打......因為狗仔隊的存在，《壹週刊》進軍台灣可說無往不利、銳不可當，讀者視偷拍報導為春藥，同業則恨之為毒藥，大家都無視雜誌多元化與專業的訴求、甚至尺寸或定價策略的影響。也不像香港媒體市場導向立刻跟風傚尤，看待《壹週刊》的態度，或驕矜自大、或保守迂腐，除了謾罵排斥，別無他法。」

## 歷史年表
2015年4月28日，公共電視文化事業基金會紀錄片節目《紀錄觀點》第437集首播李惠仁導演的紀錄片《蘋果的滋味》。
2016年5月31日，台灣《壹週刊》創刊15週年、同時也是首任社長裴偉的離職日（裴偉創辦鏡傳媒）；台灣《壹週刊》總編輯邱銘輝說，台灣《壹週刊》在AGB尼爾森週刊閱讀率調查一直名列前矛，一直未變。
2018年4月4日，台灣《壹週刊》發行最後一期紙本期數第880期，往後將全面朝網路媒體方向發展；此前香港《壹週刊》已經宣布停刊紙本。
2020年2月19日，CTWANT獨家披露台灣《壹週刊》內部人員爆料，由於不堪長期虧損，台灣《壹週刊》高層主管與壹傳媒行政總裁張劍虹詳談後決定，台灣《壹週刊》將於本月底結束營運，本月20日將由社長兼總編輯邱銘輝向全體員工宣布此消息；邱銘輝無回應。
2020年2月29日，台灣《壹週刊》一度結束營運。
2022年1月26日，台灣《壹週刊》宣布以17人團隊（網路中心6位企劃編輯、11位編制內IT人員）重新開始營運。
之後相關人員均由鏡週刊吸收。

## 外部連結
- 官方网站（中文）
- 台灣壹週刊的Facebook專頁
- YouTube上的台灣壹週刊頻道